# イスラームの陶芸
イスラームの陶芸（イスラームのとうげい）ではイスラーム文化圏における陶芸について解説する。

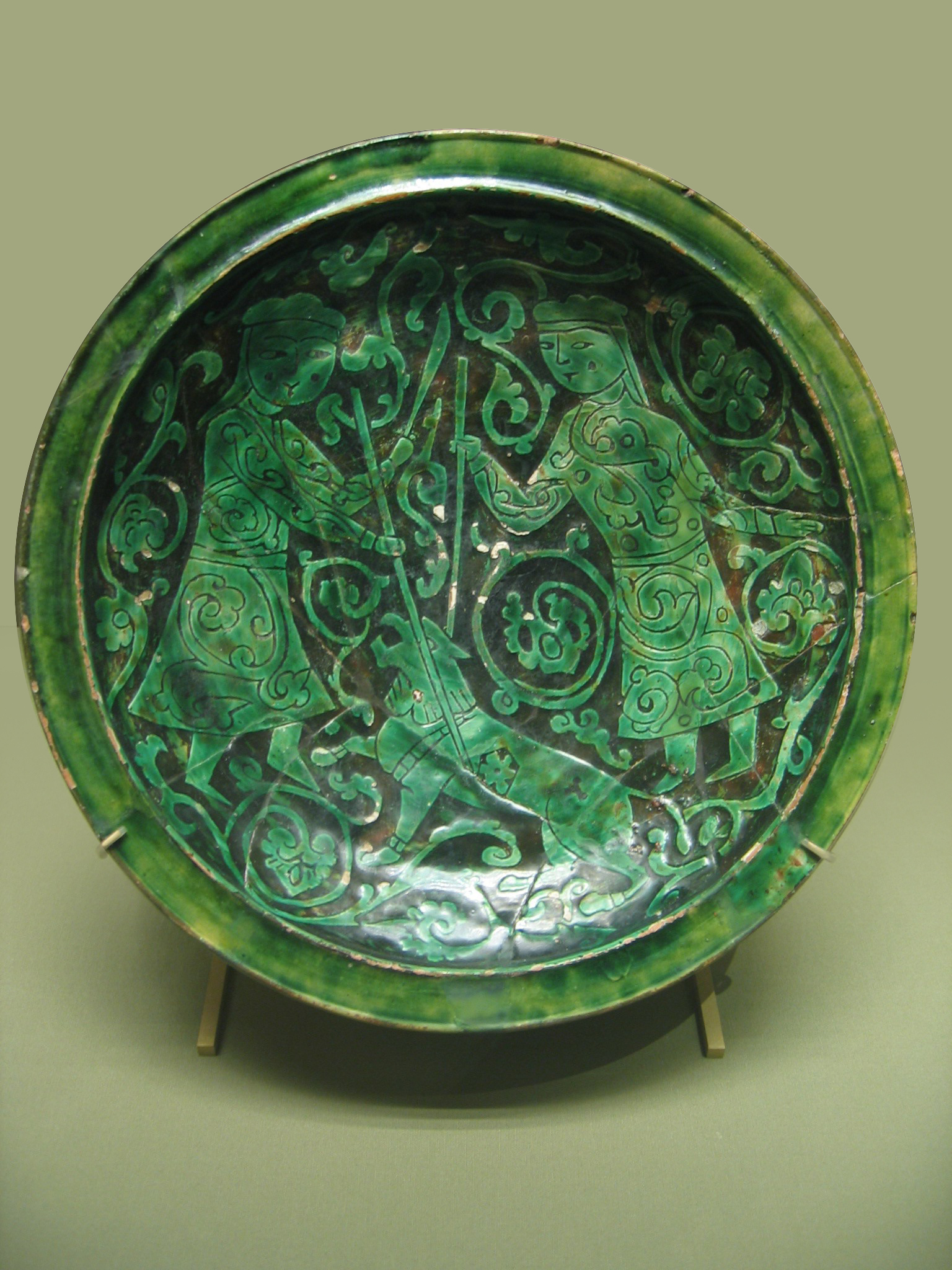
狩人たちが描かれた鉢。北西イラン、12-13世紀、ルーヴル美術館蔵

## 概説
陶芸は、偶像崇拝につながるものをきびしく制限するイスラームの美術においては、全ての時代・地域を通じて最も有力な芸術分野のひとつであった。 
イスラームの陶芸は複雑な分野であり、絶えず変化してきた。陶芸は「火の芸術」のなかのひとつであり、2つの領域に大別される。ひとつは食器などのように成形される作品であり、もうひとつは全体で壁の外装となる個々のタイルである。本質的に両者は、技法や作り手、モチーフにおいて互いに結び付いている。
イスラームの陶芸の研究にはさまざまな資料が用いられる。
- 実物資料の科学的研究
- 作品を再現することを目的とした実験室での分析
- 歴史的な文献は極めて稀である[注釈 1]。大概は、情報は断片的・逸話的なもので、他の分野を扱う作品の中に含まれているが、以下のように陶芸がより本格的に扱われる場合も存在した。
  - 1035年に完成したアブー・ライハーン・アル・ビールーニーの鉱物学論ではエナメルの方法について言及しているが、それが陶芸で使われているかについては明言していない。
  - 1196年にホラーサーンで書かれた匿名の『宝飾の書』はラスター彩の技法を記述している。
  - 1301年にアブル・カシム・アル＝カシャニという名前のイラン（カーシャーン）の陶工により書かれた記事[3]には数多くの制作法が書かれている[4]。
  - ずっと後の時代のカージャール朝の陶工アリー・ムハンマド・イスファニによる書物（1888年）もある[5]。

ありふれた雑器からもっぱら王侯貴顕が使用する品々に至るまで、その品質には幅があるだけに、イスラームの精神世界における陶芸の地位を明らかにするのは必ずしも容易ではない。最も高価で洗練された作品は、宮廷向けの奢侈品としての役割を担っていたことは明らかであり、必ずしも実用的なものではなかった。
陶芸は工房単位でなされる工芸であったため、陶工たちの名前は知られず、作品には署名がされないことがほとんどであった。そのかわり、工房の印がいくつか知られている。陶器は輸出されることが多く、時には高級品もしくは何かの容器として極めて遠くまで運ばれることもあったため、産地もまた不明確となっていることが多い。信頼できる史料に記載されている場合、もしくは窯が発見され、そのなかに焼き損じや成形ないし整形の道具などが発見された際の考古学的考証によってしか産地を確定させることができないのである。

## 製法
この節ではイスラームにおける陶器の製法を解説する。

### 素材

#### 胎土
胎土には大きく分けて2種類が存在する。粘土質のものと珪土質のものである。
粘土質の胎土
大部分が粘土であり、指にこびりつき造形を妨げないよう粘度を落とすために砂、石灰、焼粉（焼いて粉にした粘土）、安物では藁などの除粘材が混ぜられている。粘土質の胎土は概ね加工がしやすく、色や薄さには大きな幅がある。11世紀頃までは粘土質の胎土のみが使われており、それ以降も日常的な陶器や素焼きの壺などに広く使われ続けた。イランのスーサの発掘現場で見られた「卵殻」陶器のように、粘土質の胎土も白く薄い陶器になる場合もある。
珪土質の胎土
少なくとも80%が珪土であり、残りの20%以下を粘土や他の除粘材が占める。非常に白く薄く硬い陶器を作ることができるが、加工は非常に難しい。これにより、中国の磁器を模倣することも可能となった。
10-11世紀には、珪土質の胎土を得ようと努力して粘土・珪土混合の陶器も作られた。19世紀以降はイランとトルコで磁器も見られるようになった
。

#### スリップ
スリップ（エンゴーベ）は白・黒・赤・緑・黄などのさまざまな色を持つ酸化物を混合した薄めた粘土である。これにより本体の欠陥や胎土の色を覆い隠し、また10世紀のイラン東部で見られた釉下スリップ彩の陶器のような装飾も行うことができる。一般に、スリップは胎土と釉の間の層を形成する。
スリップは一般に粘土質であるが、オスマン帝国のイズニク産の陶器のように珪土質の場合もある。

#### 釉
釉は焼く前に胎土もしくはスリップの上に塗られる層であり、防水を施しまた装飾にも利用される。刷毛で塗るほか、垂らしたり浸したりして施すこともできる。釉の組成はガラスに近い。用いられる溶質によって鉛釉とアルカリ釉の2種に大別できる。不透明にするために酸化錫（白色）を加えることが多いが、酸化アンチモン（黄色）が用いられることもある。着色料として金属の酸化物が用いられることがある。
- コバルト：青
- マンガン：黒、褐色
- 鉄：赤
- 鉛：白
- 銅：緑、青緑
- アンチモン：黄色

### 制作

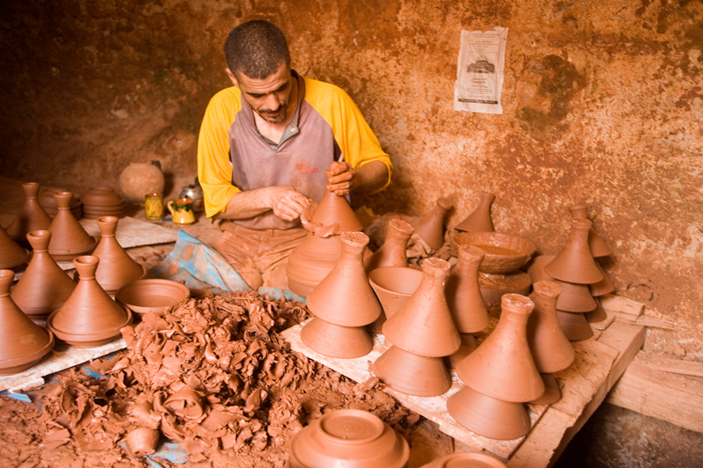
ポットを製作する現代モロッコの陶工

#### 造形
作品の造形は以下の3つの方法で行われる。
- こねる
- 轆轤を用いる
- 型を用いる

これらの技法は組み合わせて用いられることも多い。大部分を型で造形し、そこに轆轤で作った脚やこねて作った取っ手などを取り付けたりするのである。これらの部品は、薄めて液状にした粘土であるスリップを用いて結合される。

#### 装飾技法
- 起伏によるもの（型押し、型取り、彫り、部品の取り付け）
- 色彩によるもの（有色のスリップや釉、金属の酸化物、陶器によるモザイクなど）。イスラームの美術では実に豊かな彩色技法が発達し、モチーフは有色の釉や、釉上（ファイアンス）もしくは釉下（ハフト・ランギ）への着彩により実現された。

##### 浮彫

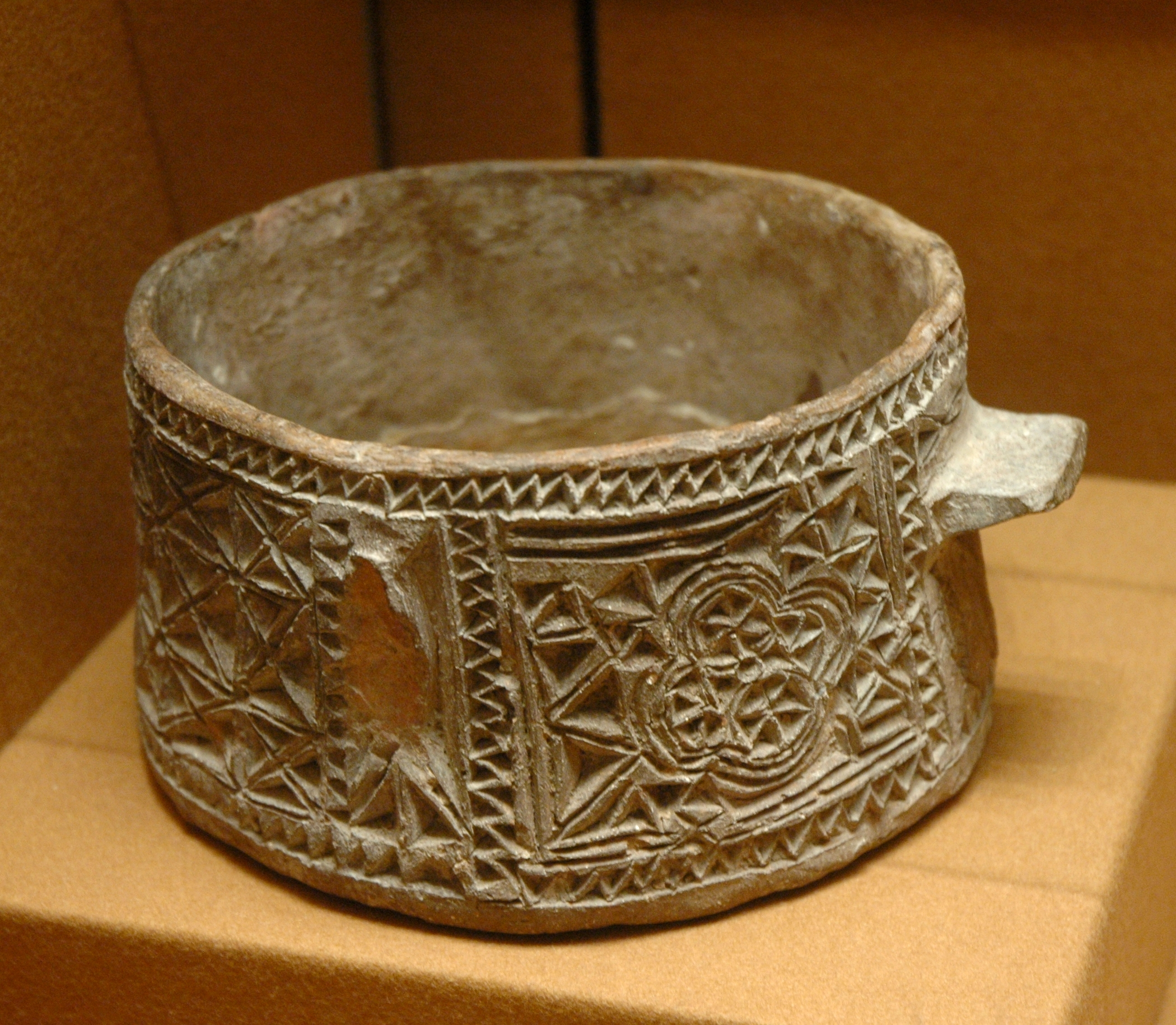
彫り込みにより装飾された無釉の鍋。シリア、10世紀。ルーヴル美術館 MAO 279

無釉の陶器（土器）は考古学の発掘現場で最も多く見出されるもので、あらゆる時代のものが混ざっている。装飾は荒削りなものであることが多い（線刻、親指や細紐の押し当てなど）が、非常に洗練された装飾が施されている場合もある。そうしたものでは型取り、型押し（同一モチーフの反復）、切除、あるいはスリップによるモチーフの描出といった方法が用いられる。
こうした線刻、型取り、彫り込み、切除などの凹凸による戯れは単色もしくは多色（スプラッシュウェア、多彩釉）の釉が施された陶器においても見られる。

##### 釉上彩
イスラームにおけるファイアンスはヨーロッパのそれと同じものではない。アッバース朝のイラクで9世紀に発明されたこの技法は、粘土質の胎土に不透明の釉（酸化錫であることが多い）を施し、その上に金属の酸化物で装飾を描くというものである。最も良く使われた色はコバルトの青であったが、銅の緑、マンガンの褐色、アンチモンの黄色など他の色も存在した。
どちらも釉上彩であるセルジューク朝以後のハフト・ランギとモンゴル支配下のラージュヴァルディーナ彩では革新があった。焼く回数を増やし（少なくとも2回）、いずれも酸化焼成であるが、代わりに温度を下げてゆく「小焚」によって、より熱に弱い色も焼くことが可能になり、赤・白・黒・金・緑・褐色・青・紫などの幅広い色を得ることが可能になった。

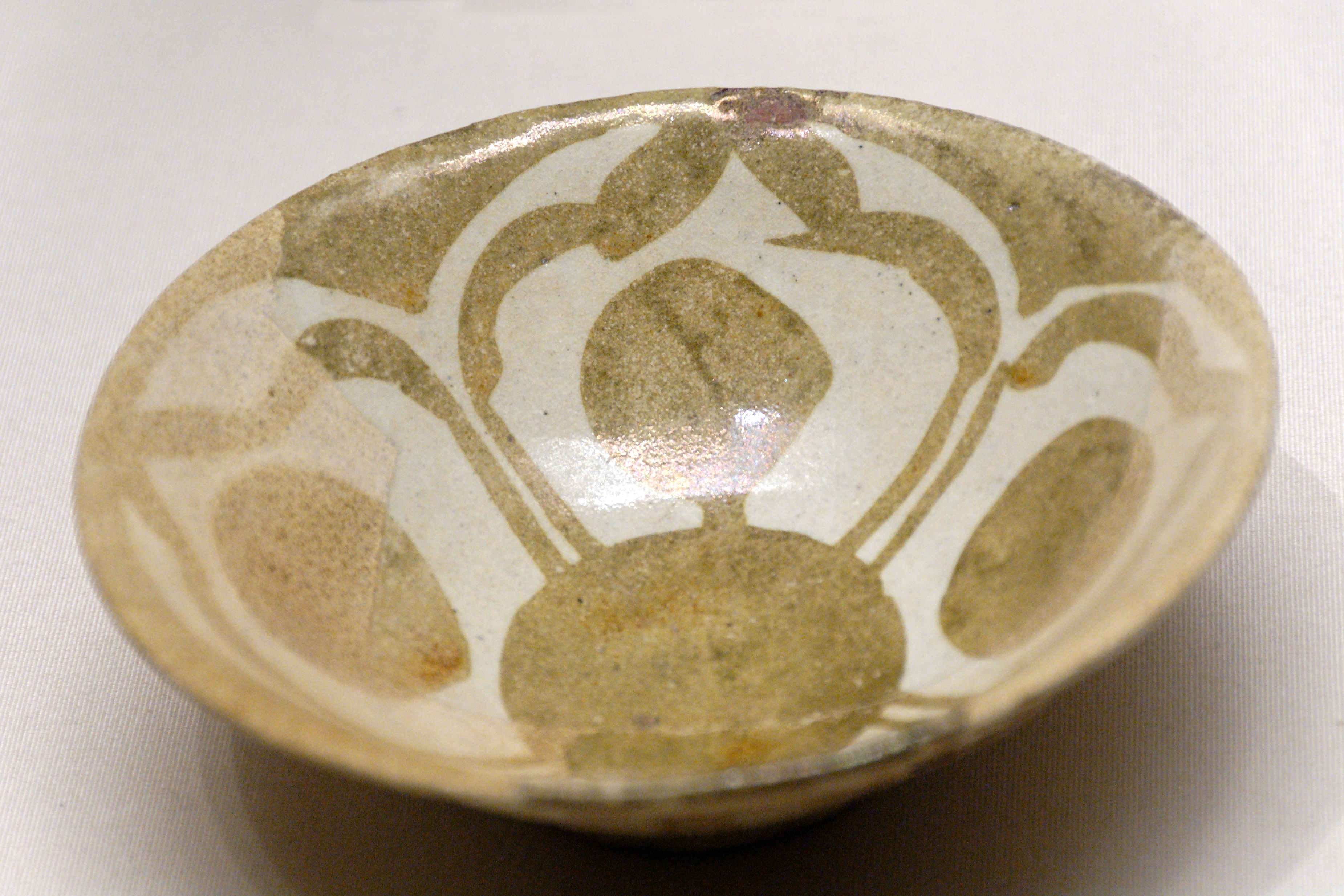
ラスター彩の鉢。イランのスーサ、10世紀。ルーヴル美術館蔵

ラスター彩（金属光沢） はイスラームの陶芸に特有の技法の1つであり、ヨーロッパでは14世紀になるまで取り入れられなかった。恐らく9世紀のイラクで発明されたこのファイアンスでは、1度目は酸化焼成（900-1000℃）、2度目はより低温で還元焼成（600-700℃）の2度焼きを行う。酸化物（銀もしくは銅）は還元されて釉内部で薄膜を形成し、これにより金属光沢でモチーフを描き出すことが可能となり、そのため「ラスター彩」（英: luster 光沢）と呼ばれている。

##### 釉下彩
黒色の釉下彩の技法は12世紀以前にも存在していたが、12世紀以降に新しい色（コバルトの青と鉄の赤）を利用可能とする焼きの技法の改良（大焚）により大きく発展した。16世紀のイズニク陶器によりこの技法は頂点に達した。

##### 彩釉による装飾
彩釉（着色された釉）を複数並置し、マンガンの黒い線で分かち混合を防ぐ技法は「クエルダ・セカ」（西: cuerda seca）と呼ばれる。この技法はスペインと、サファヴィー朝以降のイランで特によく用いられた。釉の流れによる装飾にも着色された釉が用いられ、「ラカビ」（絵付け）と呼ばれる、線刻や浮彫により流れの範囲を限定する技法も行われた。

#### 焼成

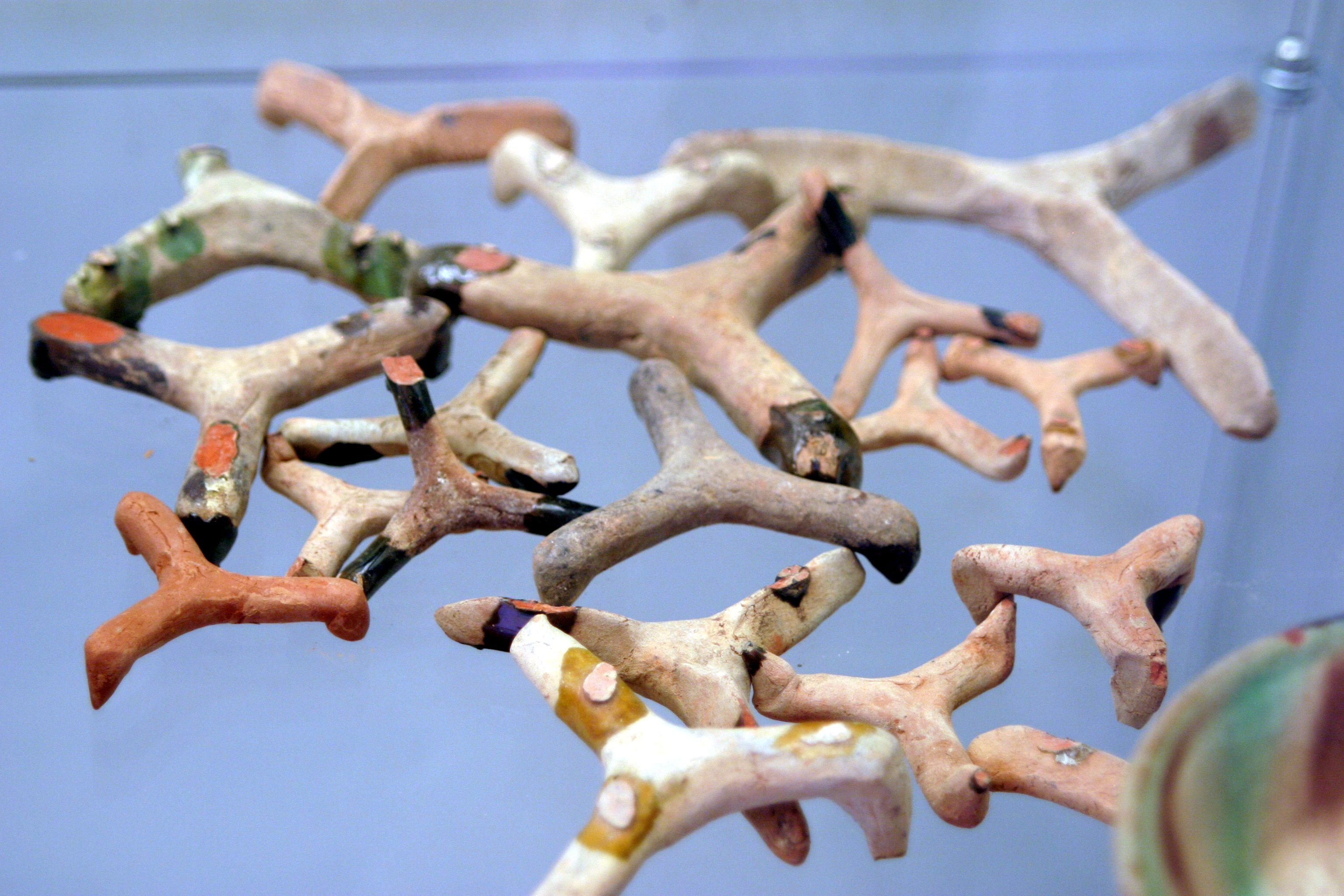
三叉型ハマ。スペイン、マラガのアルカサバのもの

焼成は作品の成否の鍵を握る、1つの陶器が完成されるデリケートな瞬間である。焼成が行われる窯の種類は地域によって大きく異なる。焼成の温度、回数、種別（酸化と還元）は用いられる技法（胎土、装飾）によって決定される。
作品は窯入れ棒（壁棒）に掛けてもしくは載せて窯に収められ、あるいは粘土のハマで仕切るなどして窯に詰め込まれる。三叉型ハマは陶器同士が接触したり、釉が流れてくっついたりするのを防ぐもので、使い捨てであった。

## 歴史
この節ではイスラームの陶芸を年代順に解説する。

### 8世紀

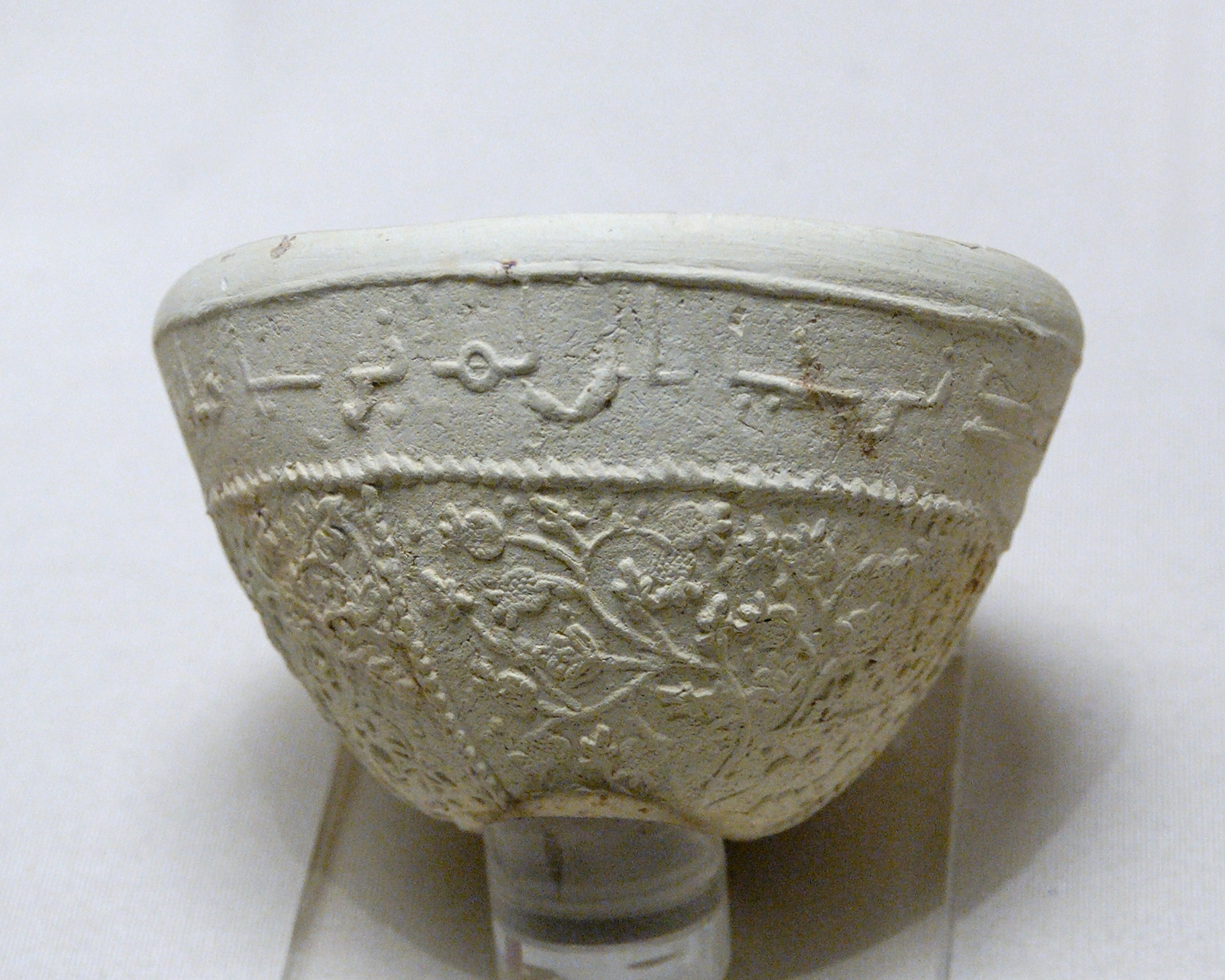
葡萄の枝と柘榴の模様とアラビア文字の銘文がある、型により装飾を施された粘土質の陶器。7-8世紀、スーサ。ルーヴル美術館蔵(MAO S. 376)

ウマイヤ朝時代では粘土質の胎土のみが知られており、先立つパルティア、サーサーン朝、東ローマ帝国に既に存在していた技法・装飾・器形が使い続けられていた。このため年代の特定には数々の問題があり、スーサで発見された無釉の陶器のように正確な年代を決定できないことがしばしばである。スーサの例では水差し、碗、甕、ランプなどさまざまな形の、大概は無釉で、品質に大きなばらつきのある品々が見られる。細かく均質な胎土により「卵殻」陶器のような優れた陶器が作られることもあり、ルーヴル美術館に所蔵されている小さな碗（右画像）はその最も重要な代表例である。その葡萄の枝模様の装飾は古代の地中海を想起させるものである。他の陶器からは、翼のようなよりサーサーン朝的な要素も見出される。
釉の使用はサーサーン朝時代には既に知られていた。よって、ウマイヤ朝の陶器の中には青・緑・黄色で彩られたものもあり、イラクのバスラで発見された、型で成形して緑の釉をかけ、取っ手の端は芥子色の甕はその例である。

### 9-10世紀 アッバース朝

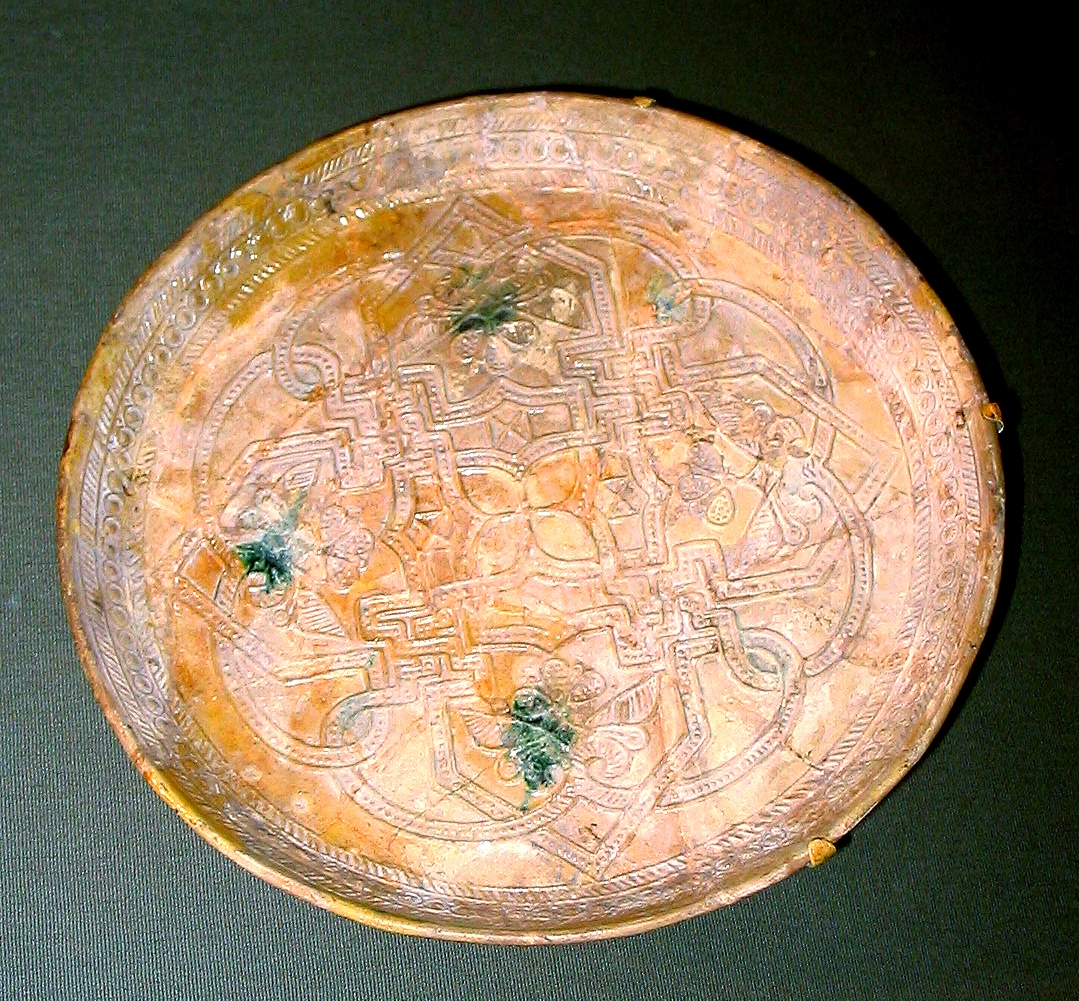
型で作られ施釉された皿。イラク、9世紀。フリーア美術館蔵

無釉の素焼きや、型押しし施釉した陶器の生産はアッバース朝時代の初期にもまだ盛んに行われており、型押しし施釉した陶器は成形に金型を用いる場合も多かったようである。9世紀には、ファイアンスとラスター彩という2つの大きく、後々まで続く革新があった 。9世紀の歴史家アル＝ヤークービーを信じるなら、イラクのクーファ、バスラ、サーマッラーにラスター彩生産の中心地があった。その他にバグダードとスーサにも陶工がいたのではないかと推測されている。

#### 初期のファイアンス

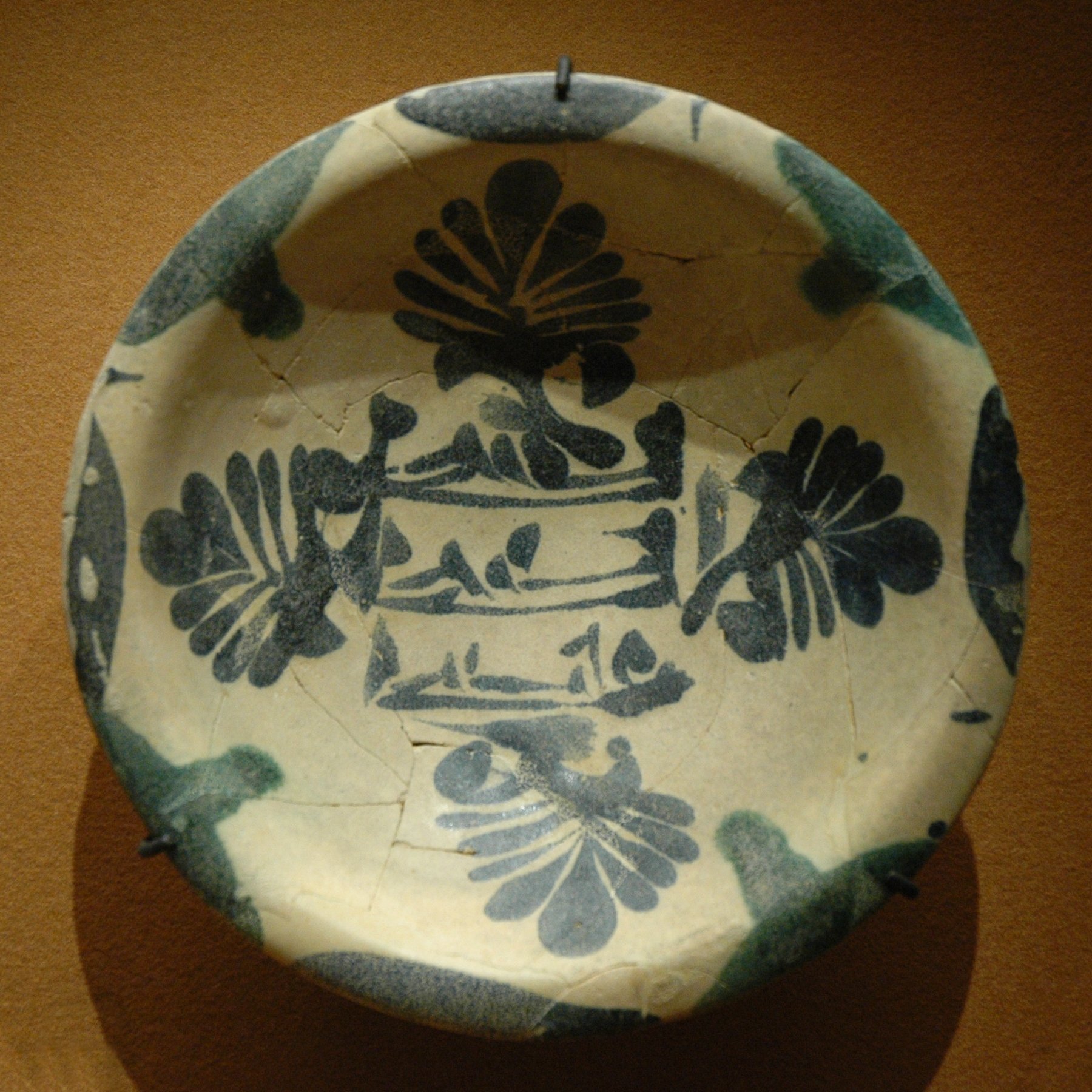
青と緑で装飾されたファイアンス（白釉藍緑彩陶器）の鉢。9世紀、イラク。ルーヴル美術館蔵(MAO 20)

ファイアンスは青と白の装飾（中国や、後にはヨーロッパでも尊重された白釉藍彩）を実現するために用いられることが最も多く、植物文様、幾何学文様、文字文様が施されていた。青緑、緑、褐色、紫色などの作例もあり、コバルトによる青と共に用いられることが多かった。

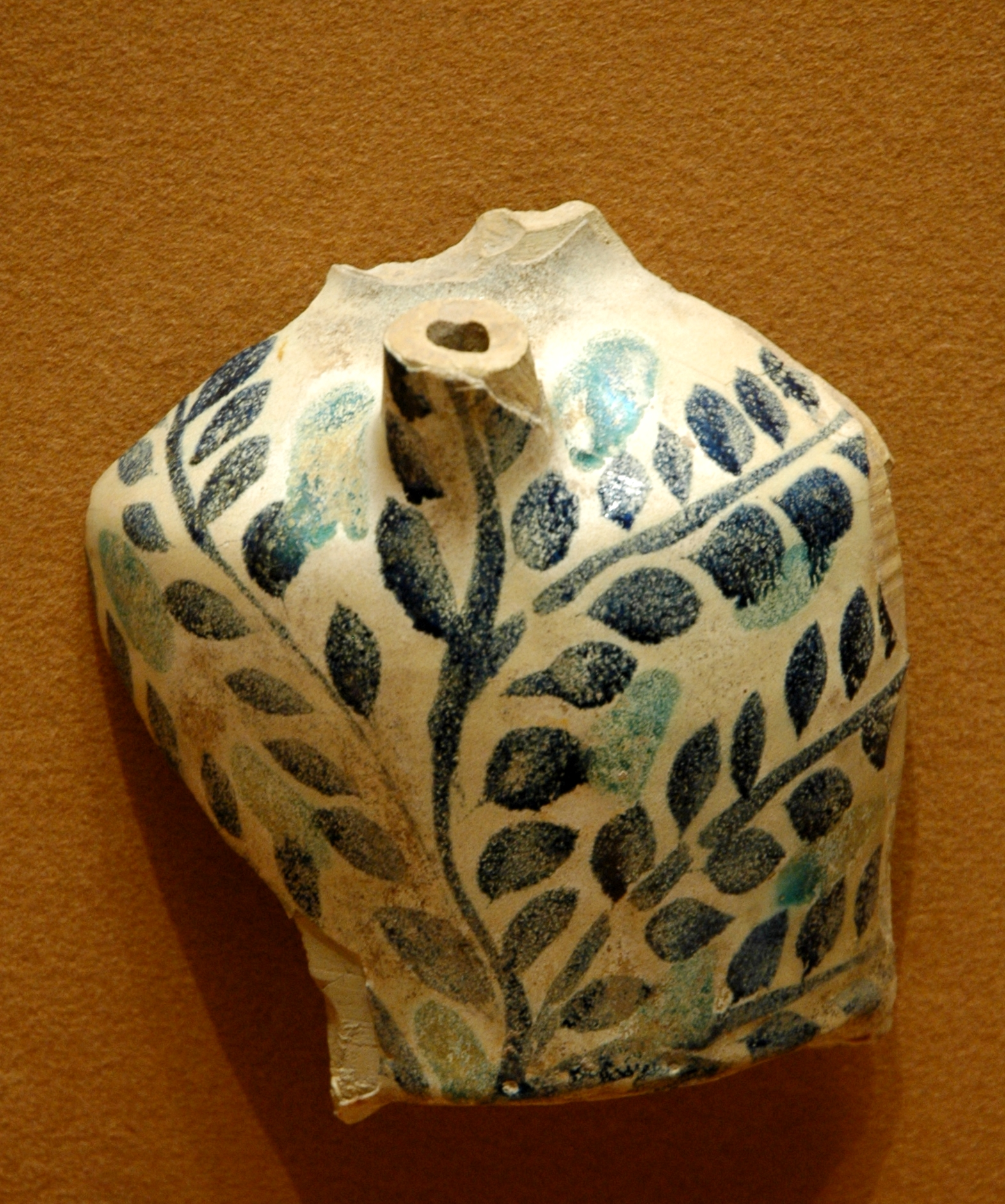
水差しの破片。8-9世紀、スーサ。ルーヴル美術館蔵(MAO S.575)

この技法は開いた器形で用いられることが多かったが、スーサの水差しの破片に見られるように閉じた器形のものも存在する。3つの脚のある柘榴文様の皿のように、中国の陶芸に影響を受けた器形も見られ、
この皿のような、コバルトが釉に融けて若干ぼやけた装飾は同時代の作品の多くに見られる。
イラクのファイアンスはアッバース朝の他の地域、とりわけマグリブとイラン東部でも盛んに模倣された。こうした模倣作品では緑と紫が典型的な彩色であった。

#### ラスター彩
ファイアンスが器などにのみ用いられた一方で、ラスター彩の方は9-10世紀には建物のタイルにも用いられた。知られている最も傑出した例の1つはチュニジアのカイラワーンの大モスクの、139枚のラスター彩タイルからなる装飾である  イラクのサーマッラーの発掘現場からも建築でのラスター彩の使用例が発見されている。

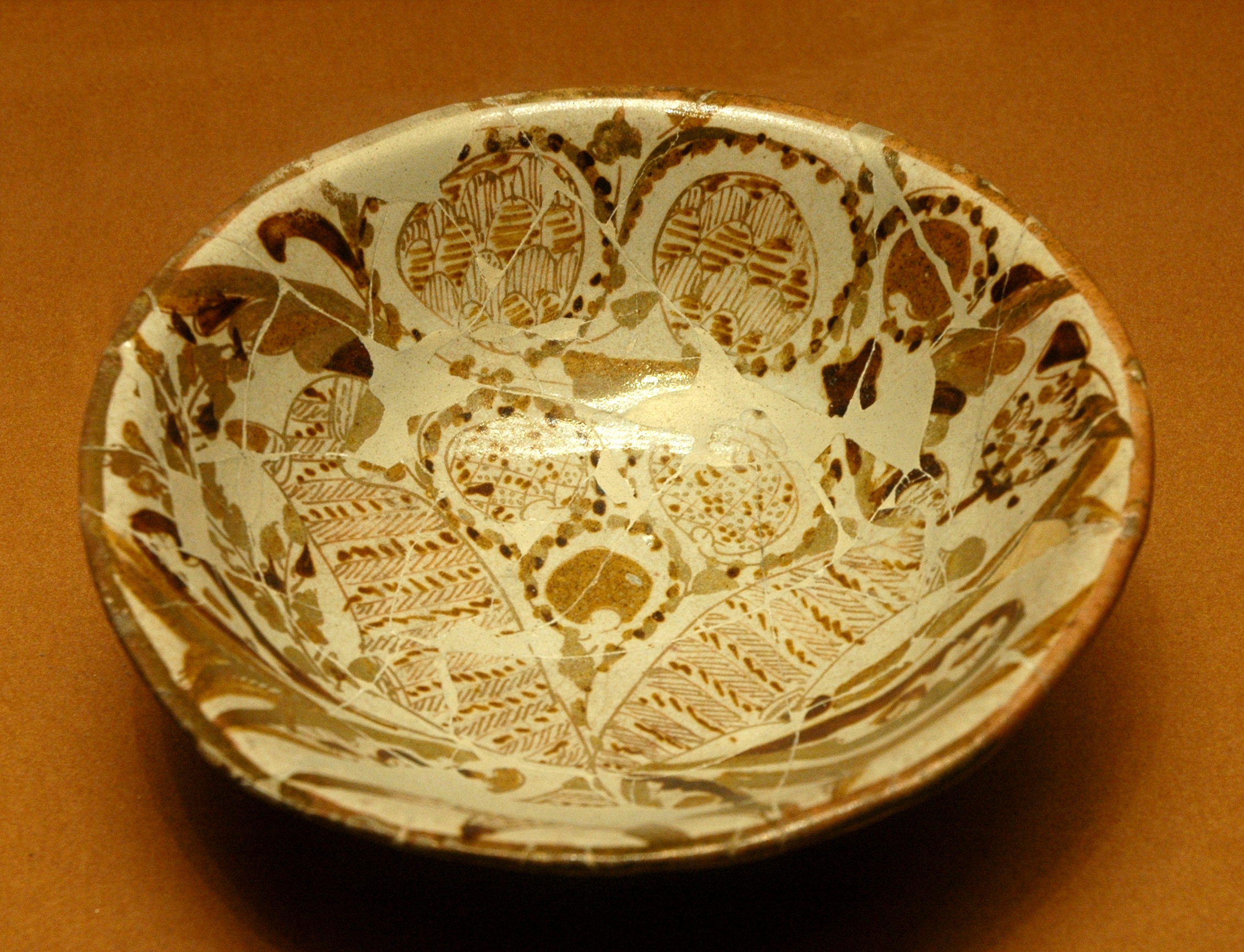
様式化された花束の文様の鉢。粘土質胎土で、不透明の釉上に多色のラスター彩による装飾が施されている。9世紀、イラク。ルーヴル美術館蔵(OA 7479)

この時代のラスター彩の作品には多色のものと単色のものがあり、
多色のものはより稀であるが、矛盾したことに、単色のものよりも早くから作られていたようである。
多色のラスター彩
多色のラスター彩は単に1つの作品に複数の色のラスター（ルビーレッドから黄金色や緑がかったものまで極めて幅がある）が施されているというのみならず、様式や図像にも特徴がある。これらの作品には、同時代のイスラームの他の作品に見られたような図像がほとんど見られないのである（サーマッラーで発見された鶏のタイルは有名な例外である）。従って、その装飾は主に幾何学文様や植物文様から構成されており、これらは非常に様式化されていることが多く、目玉模様、山形模様、縞模様などのさまざまなモチーフで埋められていた。シンメトリと戯れることも多い。ルーヴル美術館のOA 747の鉢のように、様式化された花束の文様が多く知られている。
単色のラスター彩
単色のラスター彩は速やかに多色のそれを置き換えていったようである。単色のラスター彩では動物や人間の図像が再出現した。フリーア美術館蔵の壺はその例の1つである。とはいえ充満する文様と相容れないということはなく、この壺でも装飾に分割があり構成に空白が入りこそしているが、依然として目玉模様が肩の部分を飾っている。ルーヴル美術館蔵の「旗手の鉢」 では、芸術家は強烈な「余白恐怖症」を見せているが、白い輪郭線が下地から主要なモチーフを分離している。また、この時代に典型的な、他の分野でもしばしば単純な装飾モチーフとして用いられていた銘文がこの作品にも見出される。

#### 多彩釉陶器

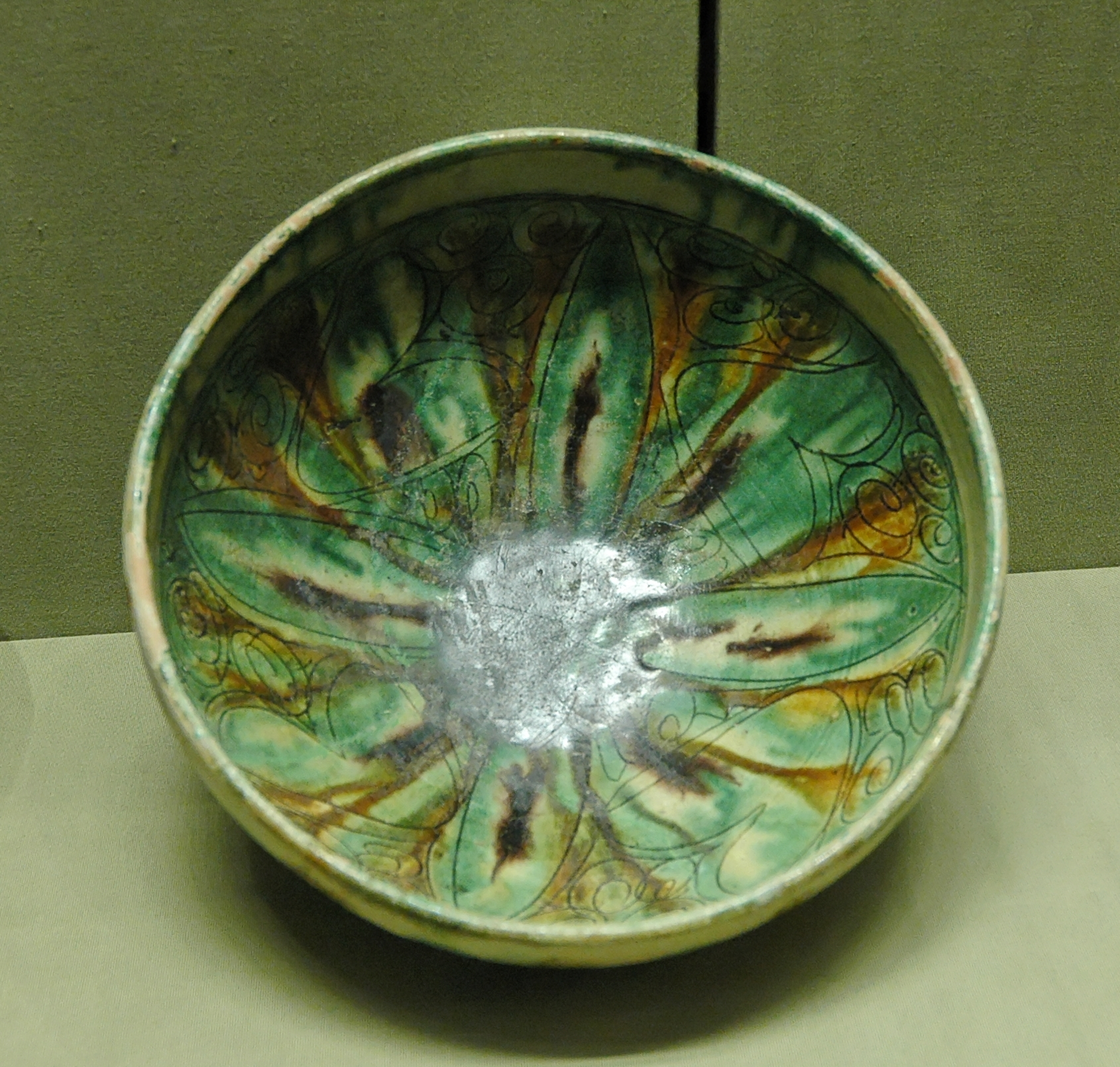
多彩釉陶器の鉢。粘土質の胎土にスリップを施し、有色の透明釉の下に線刻の装飾（粘土製線刻文施釉白スリップ鉢）。10-11世紀、コーラサンもしくはトランスオクシアナ。ルーヴル美術館蔵(MAO 750)

9世紀末から10世紀にかけて、時折用いられた装飾技法がもう1つある。多彩釉陶器・多彩釉刻線文陶器、「流し込み陶器」、「スプラッシュウェア」（splashware）などと呼ばれるもので、釉の流れを活かした中国の陶器である唐の「三彩」と類似しているが、別々に発展したものと考えられている。茶、黄、緑などの異なった色の釉が、裸もしくはスリップを施した胎土の上で垂れるようにされ、もしくは振りかけられる。この技法はイスラーム世界の東側で特に良く知られていたが、またエジプトでも発展していたようである。線刻やシャンルヴェ（彫りくぼめ）と共に用いられることが多く、この技法は後の時代にイスラーム世界の広範囲で大きな成功を収めることになる。

### 10-13世紀

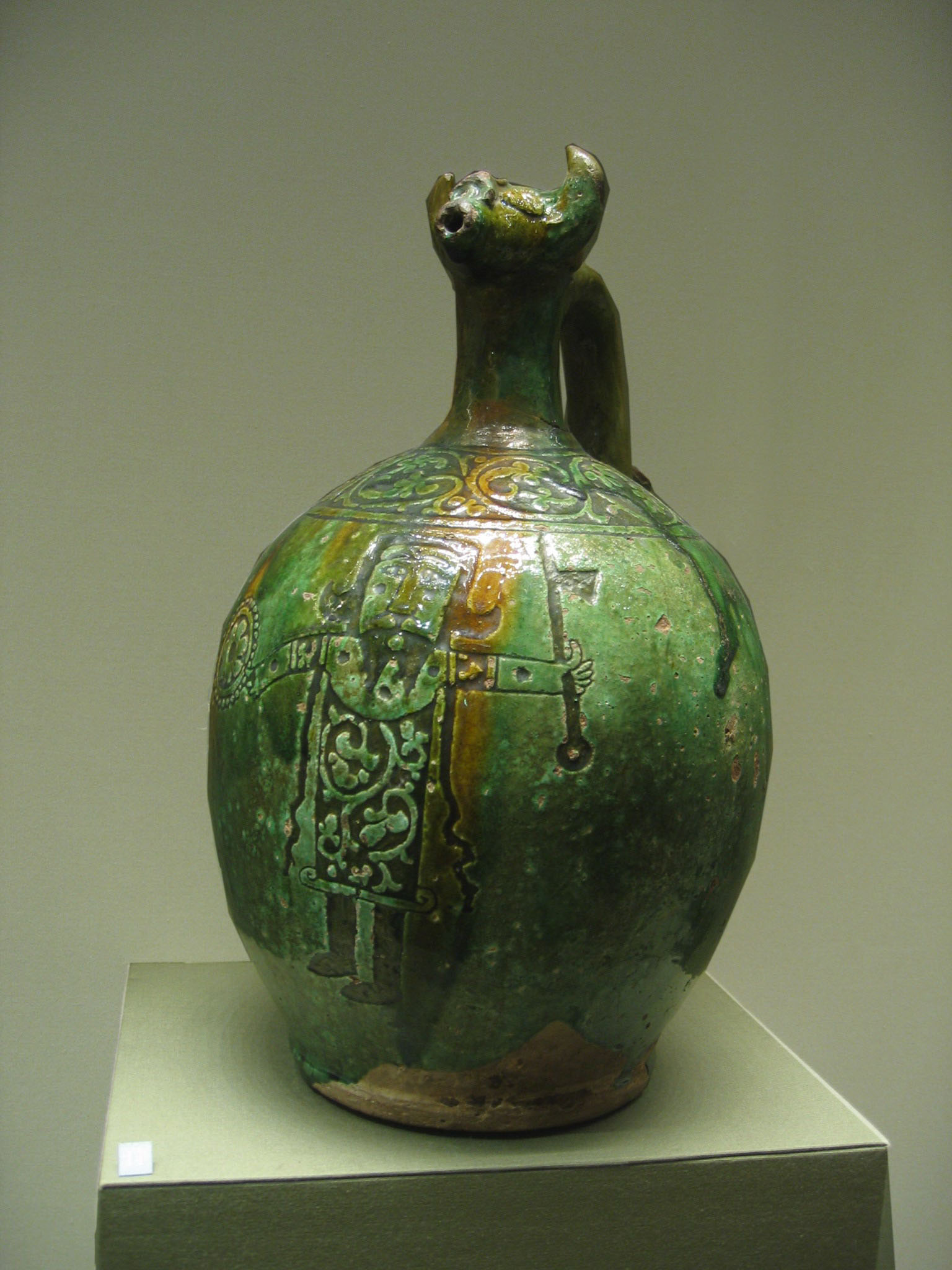
動物の頭を持つ水差し。粘土製、線刻とシャンルヴェで装飾され、スリップと有色の透明釉が施されている。イラン、ザンジャーン、ガルス地方。12-13世紀。ルーヴル美術館蔵

10-13世紀にはスリップによる装飾が出現・発展を見せた。イランが中心であったが、イスラーム世界の他地域でも同様であった。スリップにモチーフを刻む「ズグラッフィート」（掻落し）、スリップの一部を除去して胎土の色を出すシャンルヴェ、釉下でのスリップの上のスリップなど、さまざまな技法が用いられた。陶工たちはファイアンスを模倣しようとすることが多く、動物の頭を持つ水差しに見られるようにシャンルヴェやズグラッフィートの技法を有色の釉の流れの技法と組み合わせることも時折あった。しかしながら、イランのガルス地方で発見された陶器では、こうした技法で露出されたのは胎土ではなく、白のスリップの下にある黒の第2のスリップの層であった。

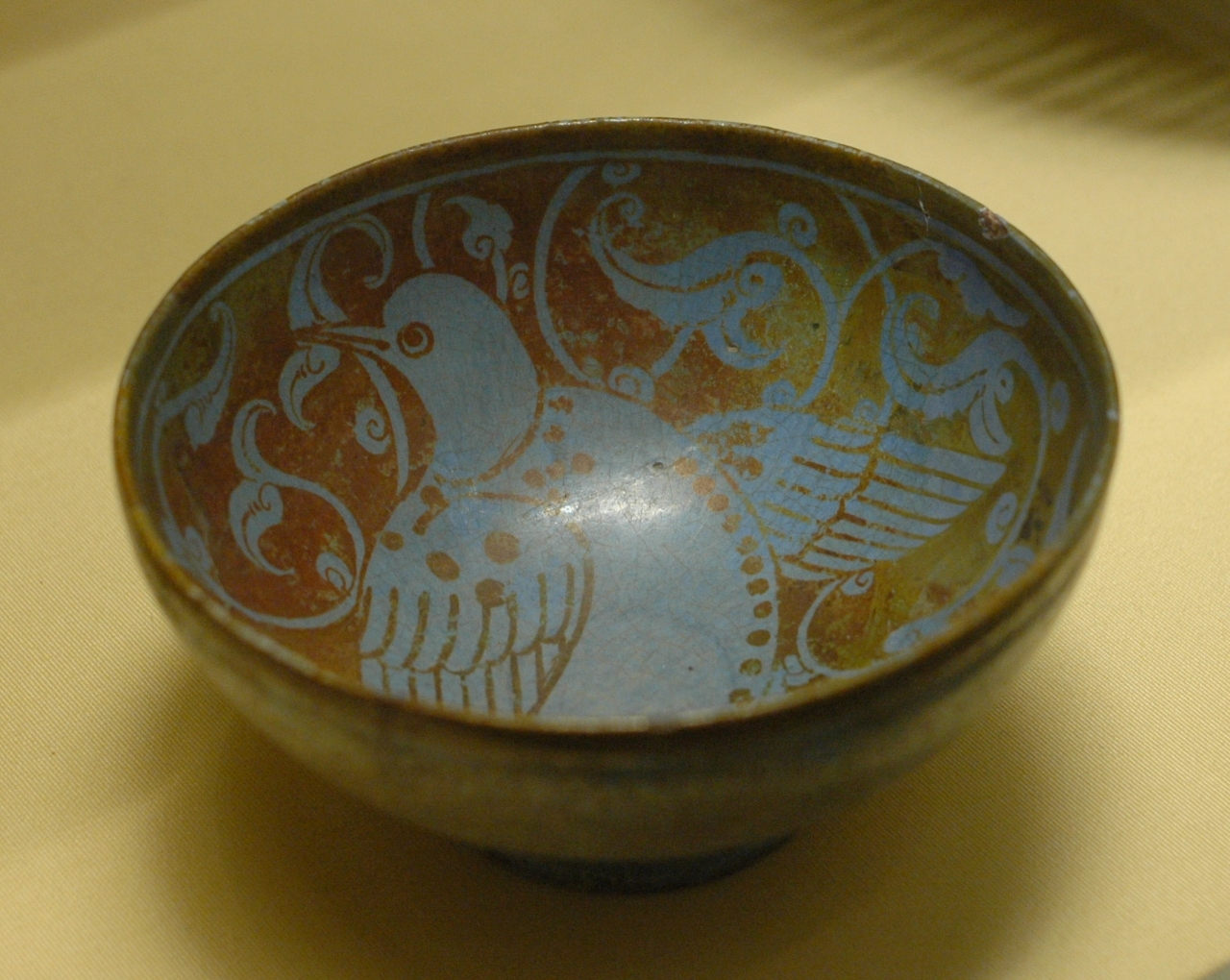
鳥の描かれた鉢。珪土質の胎土にラスター彩。イラン、12世紀末。ルーヴル美術館蔵

また11世紀には、珪土質の胎土の出現による新たな大変革も起こった。この胎土はファーティマ朝のエジプト（スカンロン）もしくはセルジューク朝のイランで発見、もしくは再発見されたものと思われる（古代エジプトやメソポタミアにも存在していた）。この胎土の使用は陶芸の大中心地のみでの、極めて贅沢な陶器のためだけに限られていた。カオリンがイスラーム世界では入手できなかったにもかかわらず中国の磁器を模倣しようとした努力の結果、この白く薄く非常に硬い素材に辿り着いたものと考えられる。

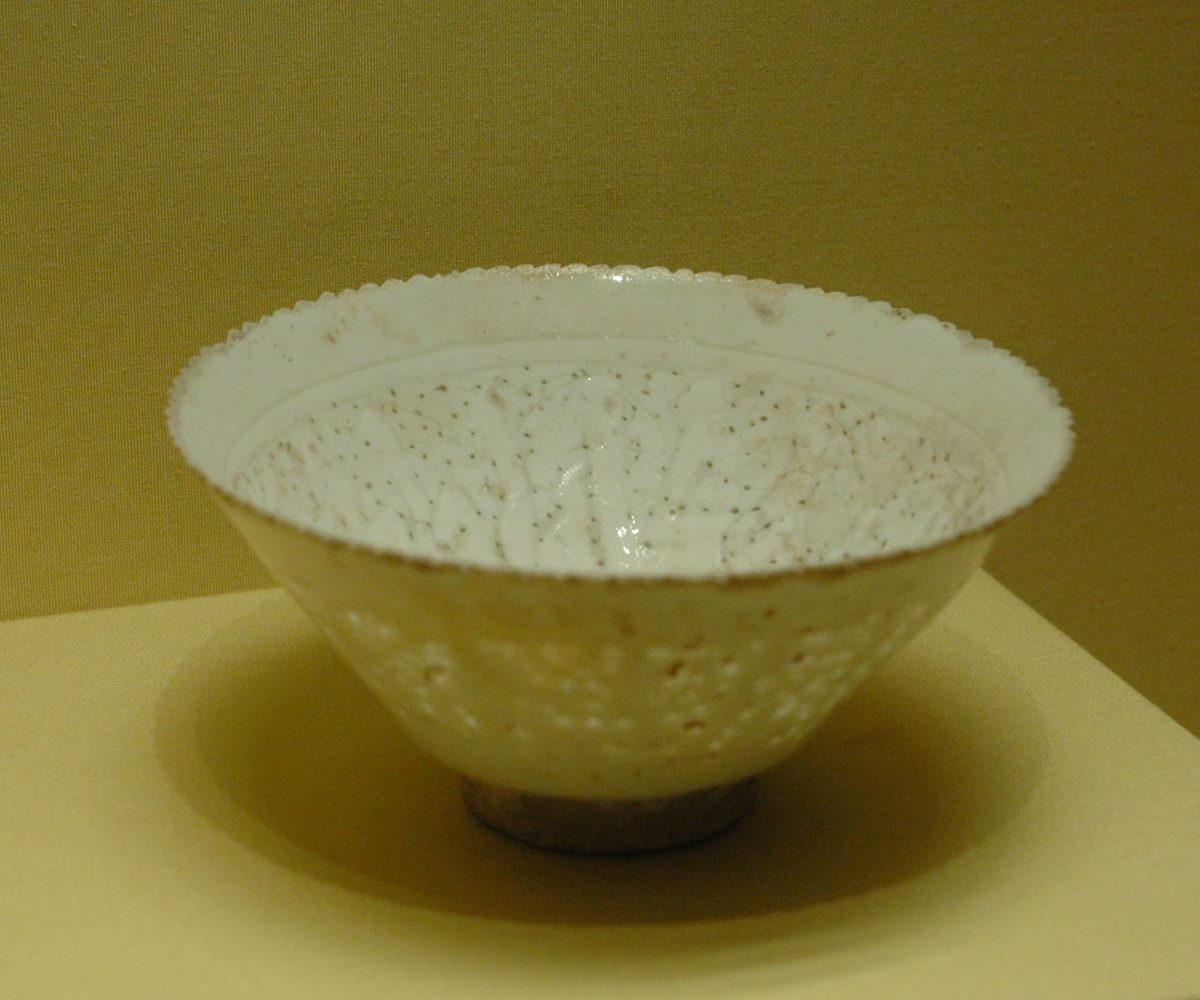
蛍手の装飾のある鉢。珪土質の胎土。イラン、12世紀。ルーヴル美術館蔵

珪土質の胎土による陶器に用いられた装飾の技法は無数にある。一般に、胎土の色を活かすために透明な釉が用いられ、また材質の硬さのために轆轤ではなく型によって成形された。小さな穴（「蛍手」と呼ばれる装飾）や、刻んだ銘文などを持つこともあった。ほとんど目に見えない、「隠し装飾」が施されることもあった。

「ミーナーイー」（ペルシア語「七宝」）もしくは「ハフト・ランギ」（ペルシア語「七色」）では「小焚」による装飾技法が用いられる。これはセルジューク朝のイランに特有の産品であり、年代の分かる銘は1186-1242年のものがある。その生産の中心地はカーシャーンであったが、レイでも生産が行われていた可能性がある。複雑な工程のため極めて高価なものであった。珪土質の胎土はまず釉を施して高温で焼かれ、それから色が置かれる。基礎となる色は7つある。赤、白、黒、および金は安定しており、融点はおよそ1063℃である。緑、褐色、青は不安定で、このためにさまざまな色合いを持ち得る。2度目の焼きは600℃前後で、酸化環境（窯に酸素が入り込める）にて行われ、各作品は箱に入れて隔離しておかねばならない。この時に陶工は温度を調整することで色合いにニュアンスを与えることができる。ただし、高過ぎあるいは低過ぎる温度は窯の作品全てにとって致命的となってしまう恐れがある。

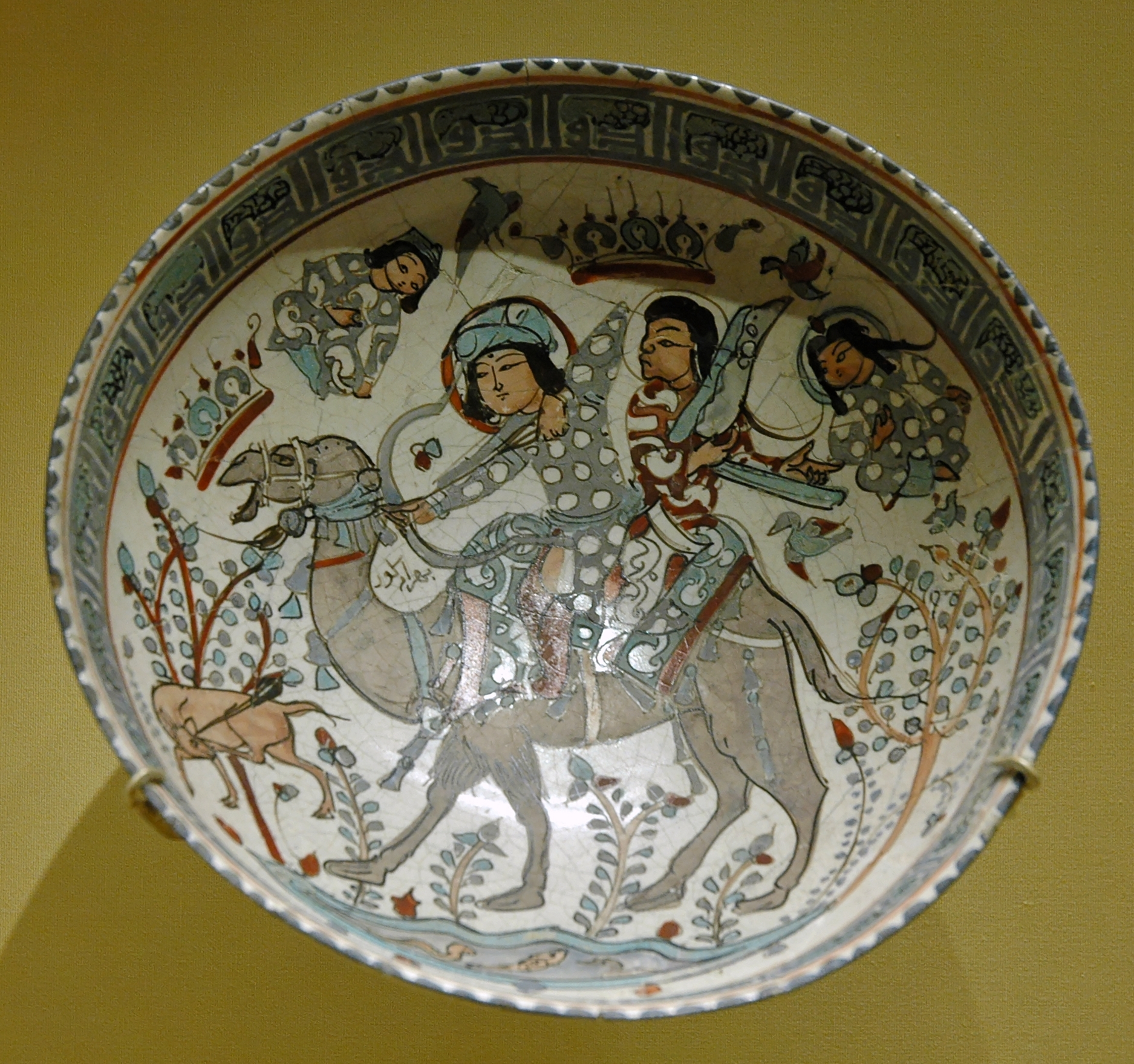
バフラーム・グールとアーザーデの鉢。珪土質の胎土にハフト・ランギ。イラン、12-13世紀。メトロポリタン美術館蔵

極度の洗練により、ラスター彩とハフト・ランギの技法が組み合わされるところにまで至り、この場合には少なくとも3度の焼成が必要となる。1度目は胎土と釉および場合によっては安定した色を焼き、2度目では環境（酸化／還元）を変えラスター彩を焼き、3度目に色を焼くのである。
ハフト・ランギはまた同時代の絵画から取ったものではないかと思われる精緻な装飾も特徴となっている（ただしこの仮説を裏付ける写本は全く存在していない）。非常に説明的な場合もある、文学を想起させうる具象的な場面が描かれており、たとえばメトロポリタン美術館蔵の「バフラーム・グールとアーザーデの鉢」はフェルドウスィーの『シャー・ナーメ』もしくはニザーミーの『ハムサ』に言及しているものと思われる。
極めて希少であったハフト・ランギの生産はモンゴルの侵攻により突然途絶えてしまう。小焚の技法の方は、ラージュヴァルディーナとして継続されることとなる。
また、シリアでは新しい装飾の形が誕生した。透明な釉の下の着彩で、使用する色の数は少ない（コバルトブルー、黒、やや後には鉄の赤が用いられ、鉄の赤はしばしばカーキ色がかった緑に変色した）が、1度だけで焼くことができ、その分だけ失敗の可能性を減らすことができた。胎土は粘土質・珪土質の両方が用いられたが、特にセルジューク朝のアナトリアでは珪土質のものが用いられた。

### 14-16世紀

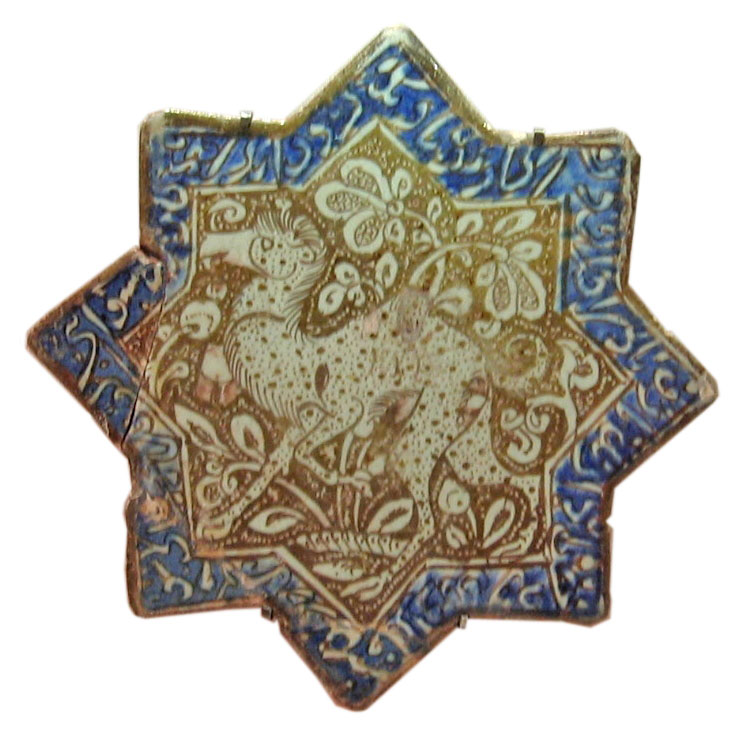
駱駝が描かれた星型のタイル。珪土質の胎土。不透明の釉の上にラスター彩、縁にはコバルトのハイライトが施されている。イラン、13世紀。ルーヴル美術館蔵

「ラージュヴァルディーナ」は、モンゴル支配下において小焚の技法が定着したものである。この語はペルシア語で「ラピスラズリ」を意味し、ラピスラズリを含む非常に鮮やかな青の釉薬が用いられることから来ている。この技法はアブル・カシムの記事で紙幅を割いて記述されているが、13世紀の終わりから14世紀（1374-1375のものが最後）までの間にのみ、主にカーシャーン（唯一の確かな中心地）において用いられたものである。用いられる色数はハフト・ランギよりも少ない。青、白、赤および金のみであるが、釉上にも彩色され、2度目の焼成で低温で焼かれた。金色も低温で彩色されることがあった。具象的な人物像などの装飾は見られなくなった。
ラスター彩の革新はモンゴル支配下においても見られた。コバルトブルーおよび／もしくはターコイズによるハイライトが用いられるようになり、また型取りしラスター彩を施したタイルも出現した。ラスター彩は建築装飾に非常に頻繁に用いられ、器の方では「スルターナバード彩」と呼ばれる、釉の上下にスリップを施した装飾が用いられた。

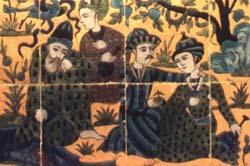
小川のほとりの人々が描かれた、クエルダ・セカによる陶器のパネル。イラン、18世紀

14世紀には西方で「クエルダ・セカ」（cuerda seca）の技法も開花した。これはスペイン語で「乾いた紐」を意味し、黒い素材（マンガンを含む油もしくは蝋）によるある種の仕切りを、紐を補助的に用いて置くことによって陶工たちが複数の色を分離したことからこう呼ばれる。焼成の際にはこの素材は燃えてしまい、黒い痕跡が残るのみとなる。イスタンブールの「シミリ・キオスク」で用いられたこの技法は、サファヴィー朝の建築装飾においてもよく見出される。
陶芸によるモザイク装飾は、ルーム・セルジューク朝の作例があるので14世紀よりやや前に発明されたものと思われる。しかしながら、モザイク装飾が繁栄を見るのは15世紀、ティムール朝においてであった。陶工たちは異った色の施釉タイルを必要な形に切り取り、それらを漆喰の中で組み合わせてモザイクを作り出した。ティムール朝では、柱やミフラーブなどに彫刻を施した焼き物が用いられることも時折あった。

### 三大帝国の時代

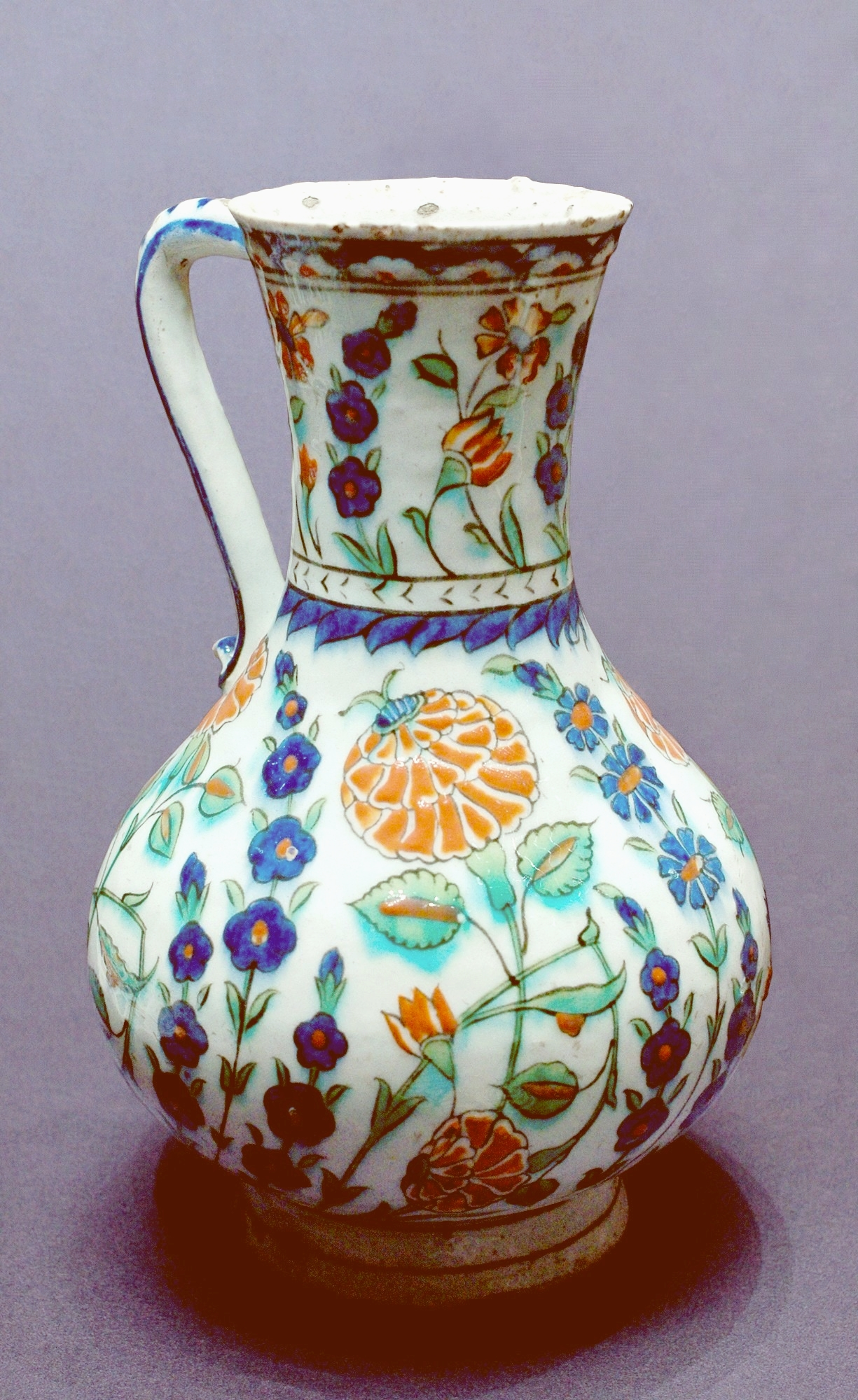
イズニクの水差し。珪土質の胎土、スリップの上に装飾を描き透明釉が施されている。1560-1570年頃。ルーヴル美術館蔵

ムガル帝国では陶芸が衰退した一方で、オスマン帝国ではイズニク陶器が出現した。胎土は珪土質であったが、焼成温度を下げ燃料を節約するために鉛が混合された。また、これらの陶器は胎土と同じ組成のスリップで覆われた。これは初の珪土質のスリップである。無色の釉の下に装飾が描かれ、1度だけで焼成される。初期には青が用いられ、それから青緑、緑、ピンク、灰、黒、紫、褐色なども現れるようになっていった。しかしながら、イズニクの陶器を有名にしたのは酸化鉄によって実現されたトマトのような赤であった。
ペルシア人による自治を回復したサファヴィー朝では美術が再興し、シャーたちの求めにより中国の磁器の再現が再び試みられたが実らなかった。この時代に特徴的な陶器として、イズニク陶器に様式的には類似した釉下彩陶器であるクバチ陶器があった。ダゲスタンのクバチ地方で多くが発見されたためにこの名があるが、生産はタブリーズ周辺で行われていたと見られる。

### 結び
イスラーム世界におけるさまざまな時代や文化を通じて、陶芸の人気は常に際立ったものであった。労働者階級において陶器は常に実用的なものであり続けた一方で、その今に伝わる最も美しい作品は単なる職人仕事の域を超えた芸術の域にまで疑いなく達している。技法の多様性と洗練によりさまざまな、時として見事な作品が生み出され、イスラーム美術全体の中でも傑作となっているものもある。